# Баня-Лука
Ба́ня-Лу́ка (серб. Бања Лука, босн. і хорв. Banja Luka) — місто у північній Боснії над річкою Врбас, за 240 км від Сараєва, за 200 км від Загреба та за 320 км від Белграда. Населення 218 тисяч осіб (1996), зокрема близько 700 українців, які оселилися тут після 1900. Фактична столиця Республіки Сербської з 1995 року.

## Історія міста
Перша писемна згадка про Баню-Луку датується кінцем 15 століття. Баня-Лука 400 років перебувало під турецьким пануванням, було адміністративним центром боснійських земель. Наприкінці 19 століття пережило бурхливий розвиток економіки.
У 1914–1924 — осідок Апостольської Адміністратури для українців греко-католиків у Боснії. До 1945 працювало українське просвітнє товариство «Матиця».
1969 року зруйноване землетрусом. Перед розпадом Югославії Баня-Лука входила в десятку найбільших міст країни, після Сараєва була другим міським центром у Боснії. Під час війни 1992–1995 до Баня-Луки поселялися сербські біженці.
Після підписання Дейтонських мирних угод 1995 Баня-Лука стала столицею Боснії і Герцеґовини. Найбільший економічний центр у сербській Боснії. Розвинуте машинобудування, деревообробна, хімічна, взуттєва, тютюнова, целюлозна промисловість.
У період Боснійської війни 1992—1995 років Баня-Лука не була прямо порушена військовими діями і не піддалася руйнувань, як багато інших міст колишньої Югославії. Багато в чому завдяки цьому велике і сучасне місто було обрано для поселення численними сербськими біженцями з Хорватії і центральних і південних регіонів Боснії і Герцеговини. Вони зайняли житло і робочі місця боснійців і хорватів які залишили місто. У 1992 році відбувся відомий інцидент із загибеллю новонароджених дітей.

## Населення
За переписом населення 2013 року чисельність населення міста склала 150 997 осіб, громади — 199 191 чоловік.
Перед розпадом Югославії, Баня-Лука була десятим за величиною містом країни і другим (після Сараєва) міським центром в Боснії і Герцеговині. За переписом 1991 року, у Баня-Луці проживало близько 150 тисяч жителів. Майже половину з них (49 %) становили серби. На частку хорватів і боснійців припадало відповідно по 19 і 11 % містян, і 16 % югославів. Нині ж майже все населення міста представлено сербами, причому близько третини містян — біженці і вимушені переселенці.
Національний склад (1991)

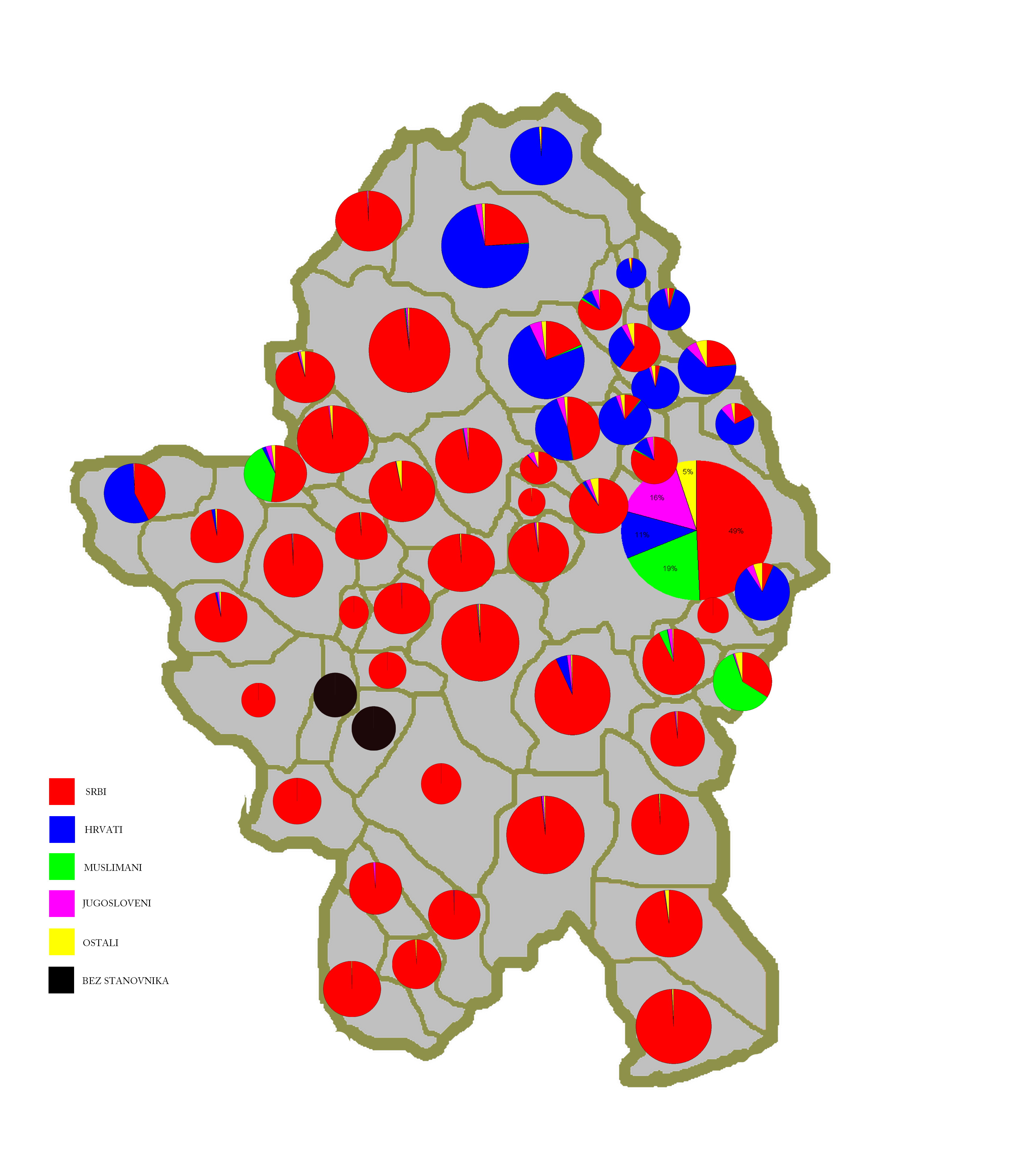
Національний склад поселень в муніципалітеті Баня-Лука (1991). Серби (червоний), хорвати (синій), боснійці (зелений), югослави (фіолетовий), інші (жовтий), нежилі (чорний)

Етнічний склад населення міста за переписом населення 1991 року:
- Серби — 70 155 (49,03 %)
- Мусульмани — 27 689 (19,35 %)
- Хорвати — 15 700 (10,97 %)
- Югослави — 22 645 (15,82 %)
- інші, невизначеність і непізнані — 6890 (4,81 %)

всього: 143 079

## ЗМІ

### Телекомпанії
- Радіо і телебачення Республіки Сербської (РТРС, серб. Радіо-телевізіја Републіка Српске) — Телебачення Республіки Сербської[2]
- Альтернативне телебачення (серб. Алтернатівна телевізіја)[3]
- Бел канал
- Телебачення Шимич (серб. Телевізіја Сіміћ)
- Віком[4]

### Радіостанції
- Радіо і телебачення Республіки Сербської (РТРС) — Радіо Республіки Сербської
- Біг радіо
- Уно радіо
- Ніс радіо
- ТМК / Оксиген[5]

та інші

### Преса
- Глас Српске[6]
- Незавісне Новинам[7]
- Прес

## Вулиці
Іменем Ґізели Янушевської названа одна з вулиць.

## Культура
З 1971 року в приміщенні старого вокзалу Бані-Луки розташований Музей сучасного мистецтва Республіки Сербської.

## Відомі люди
- Владімір Барович (1939—1991) — югославський військовик, контр-адмірал.
- Іван Мерц (1896—1928) — католицький святий.
- Індіра Кастратовіч (*1970) — югославська і македонська гандболістка.
- Ірфан Смайлагич (хорв. Irfan Smajlagić, 16 жовтня 1961) — хорватський гандболіст, олімпійський чемпіон.
- Нела Єржишник (1924—2007) — хорватська та югославська акторка.
- Мухамед Філіпович (1929—2020) — боснійський учений, історик, філософ, письменник, есеїст, академік, президент Босняцької академії наук і мистецтв (БАНУ).
- Душан Шестич композитор. Автор музики і слів Державного гімну Боснії і Герцеговини.
- Неманья Яничич (* 1986) — чорногорський і боснійський футболіст, півзахисник.
- Вахіда Маглайліч (1907—1943) — югославська боснійська партизанка часів Народно-визвольної війни Югославії і Народний герой Югославії.
- Насіха Капіджіч-Хаджіч ((босн. Nasiha Kapidžić-Hadžić; 1931—1995) — боснійська поетеса, яка писала вірші для дітей.

## Міста-побратими
- Барі (італ. Bari), Італія
- Белград (серб. Београд, серб. Beograd), Сербія
- Бітонто (італ. Bitonto), Італія
- Грац (нім. Graz), Австрія
- Кайзерслаутерн (нім. Kaiserslautern), Німеччина
- Крань (словен. Kranj), Словенія
- Львів, Україна
- Москва, Росія
- Новий Сад (серб. Нови Сад, угор. Újvidék), Сербія
- Патри (грец. Πάτρα), Греція

### Панорама

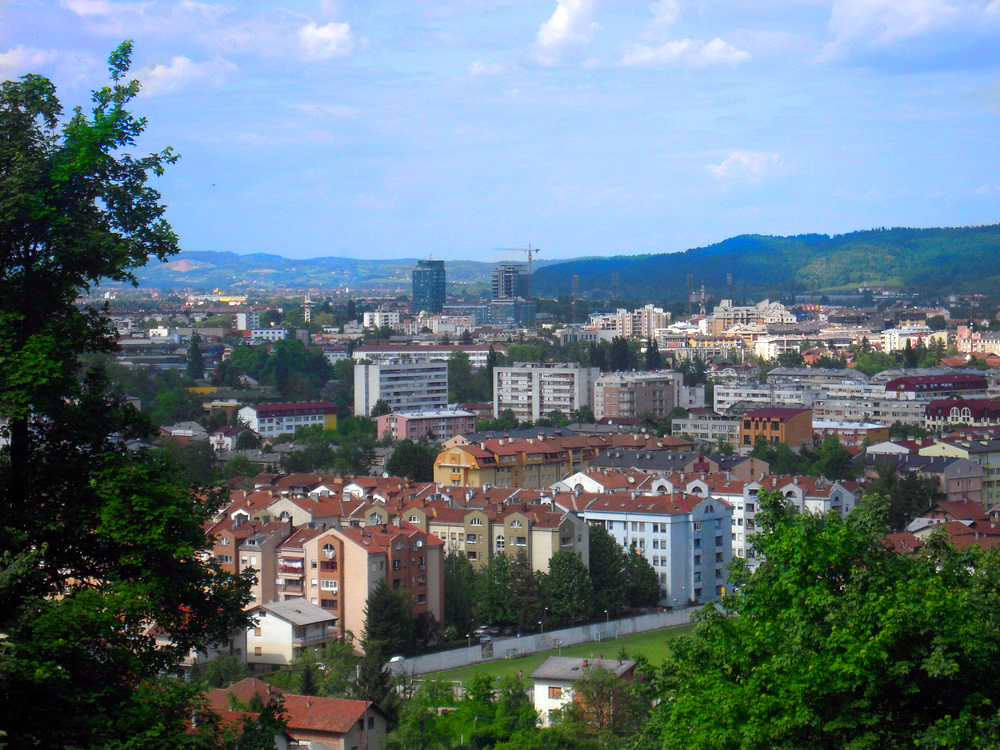
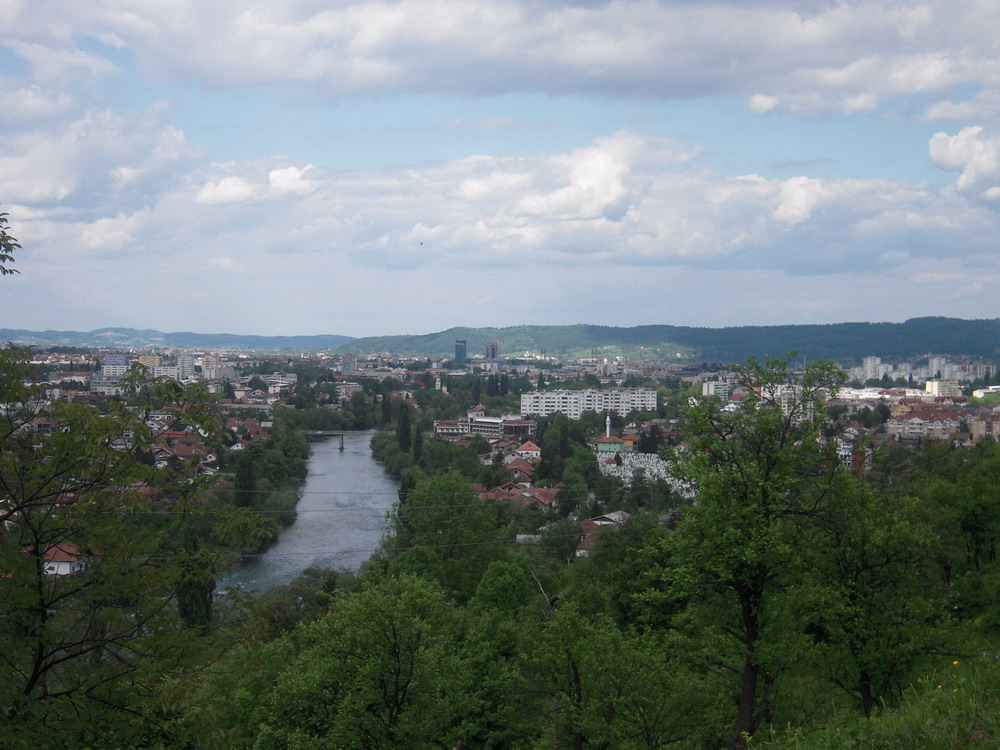
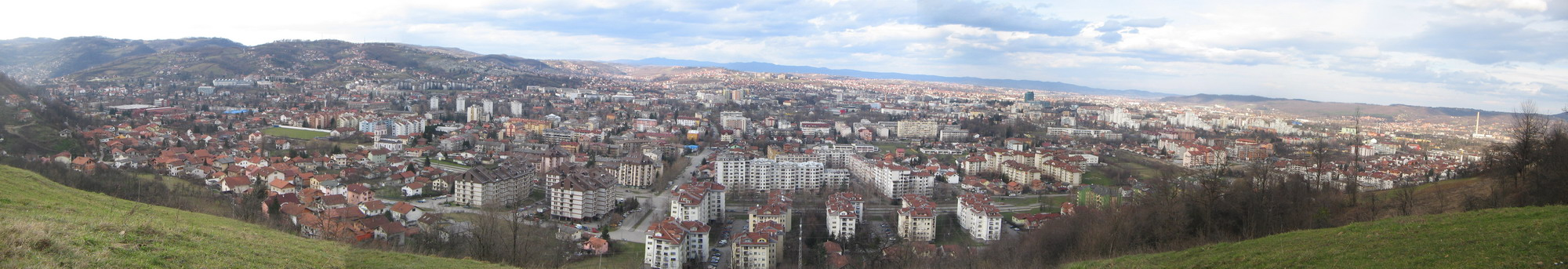
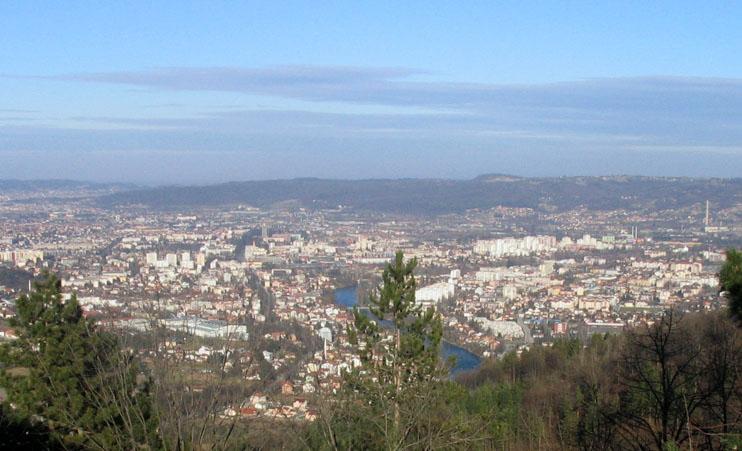
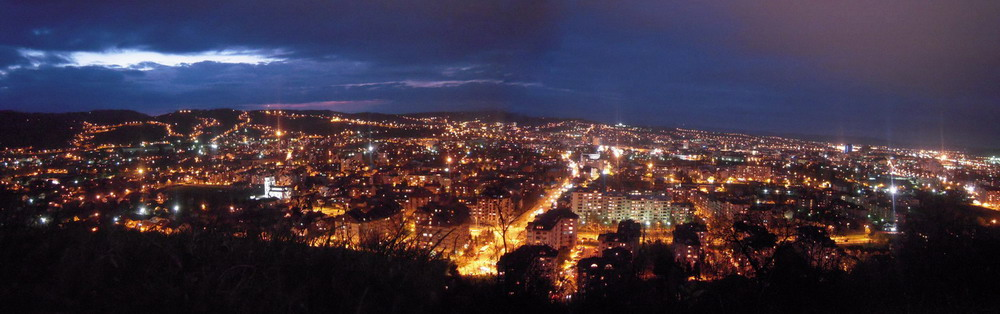
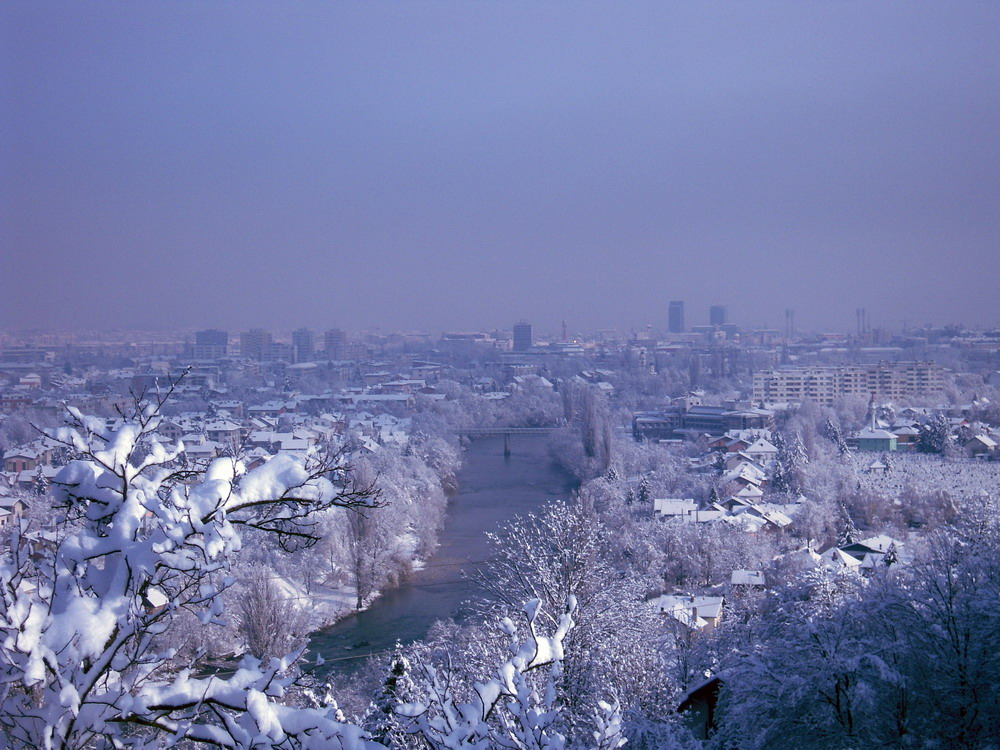
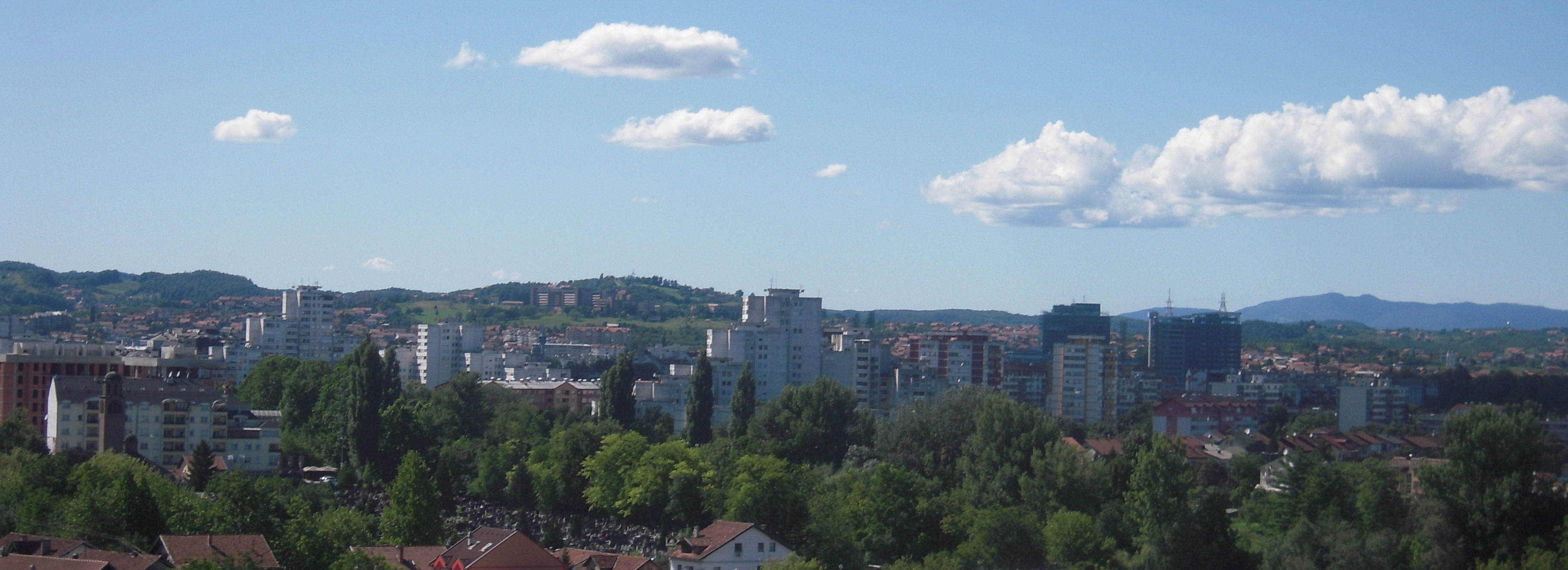

### Вночі у Баня-Луці

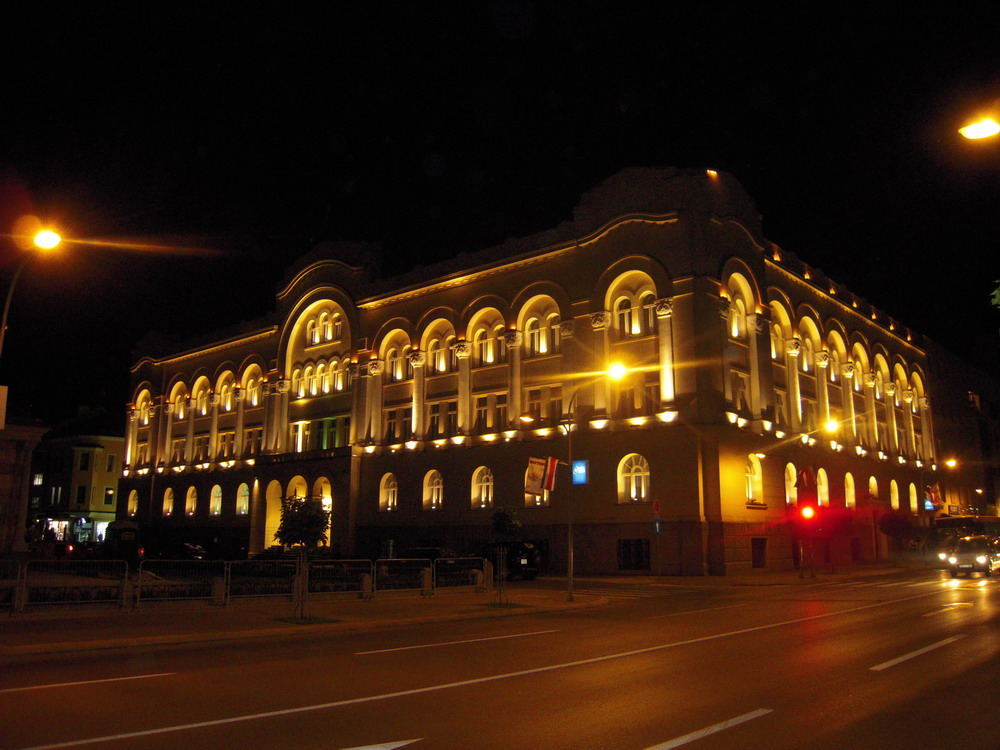
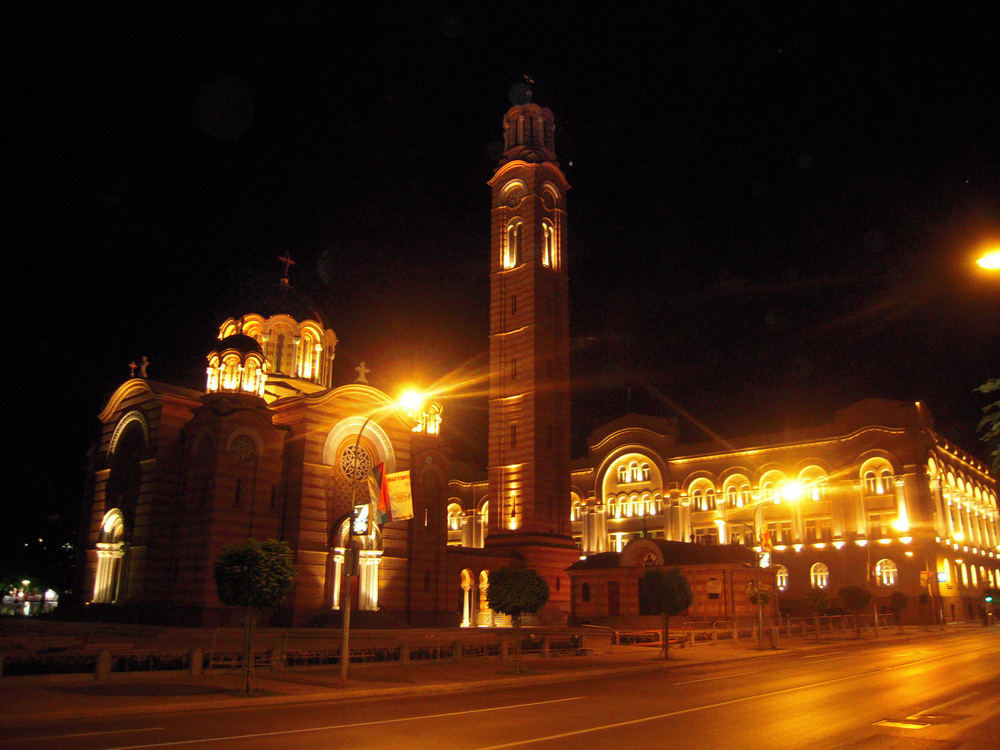

## Галерея

### Історія

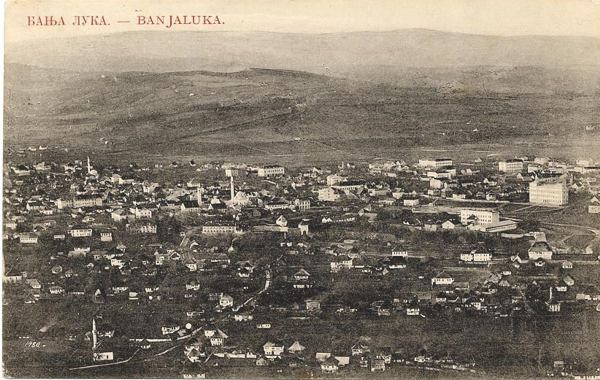
Баня-Лука в 1903 році
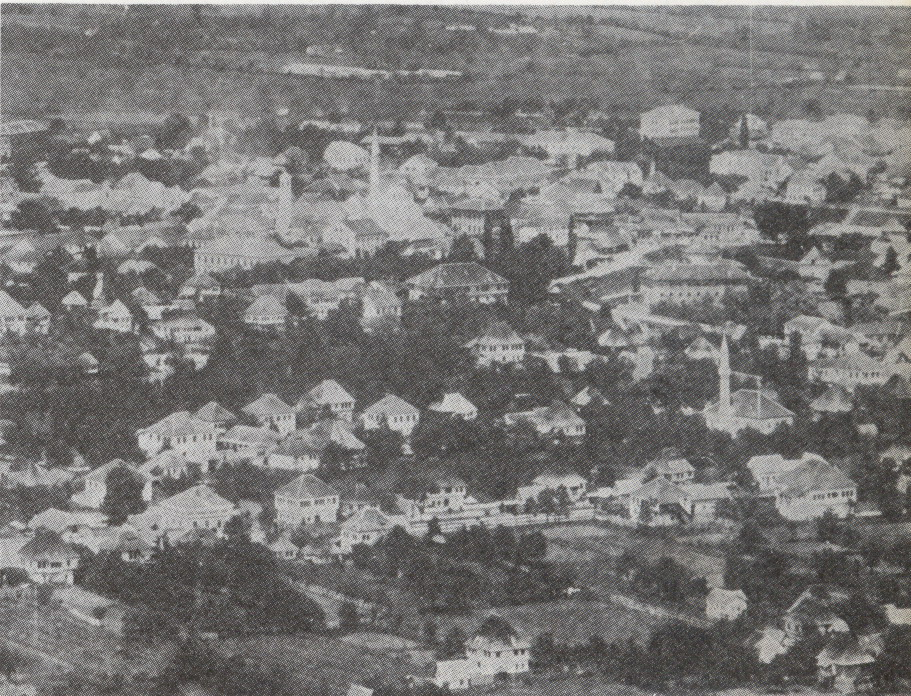
Баня-Лука в 1899 році
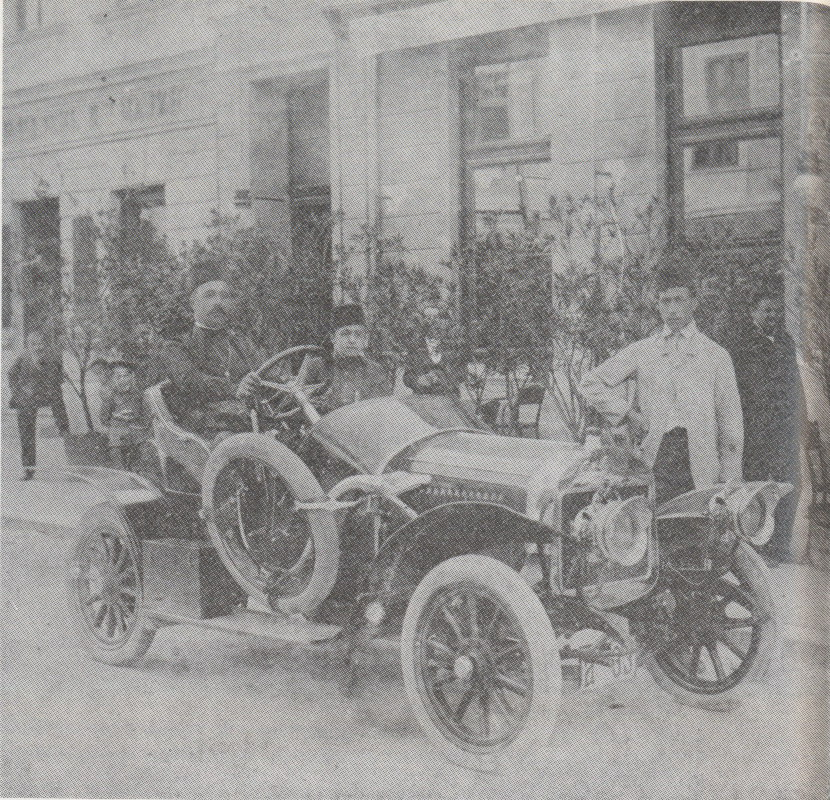
Перший автомобіль у Баня-Луці
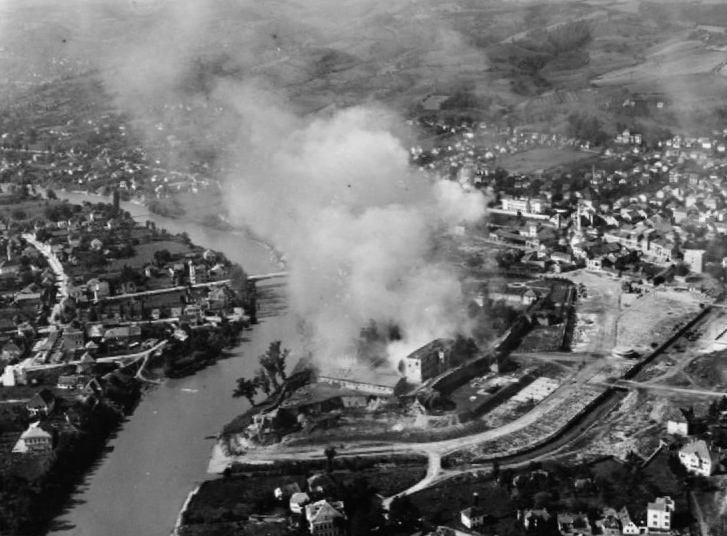
Бомбардування Бані-Луки

### Кастел

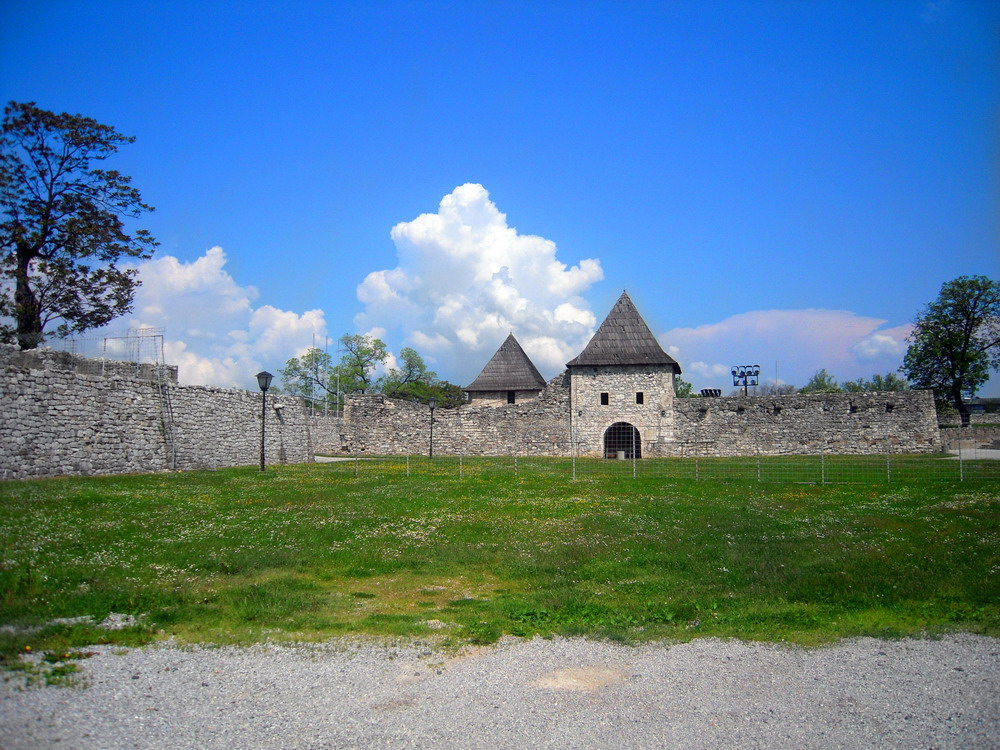
Фортеця Кастел
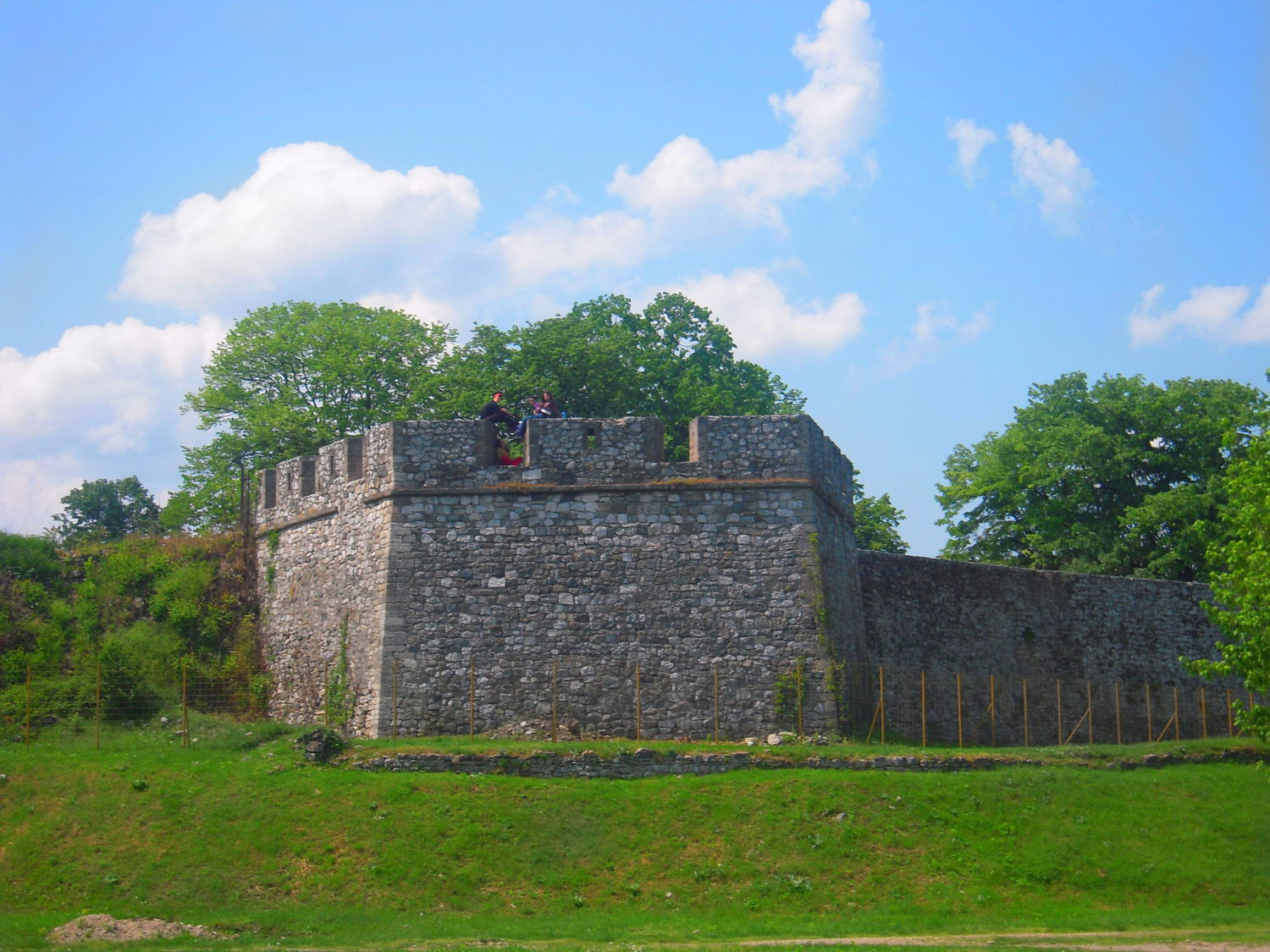
Фортеця Кастел
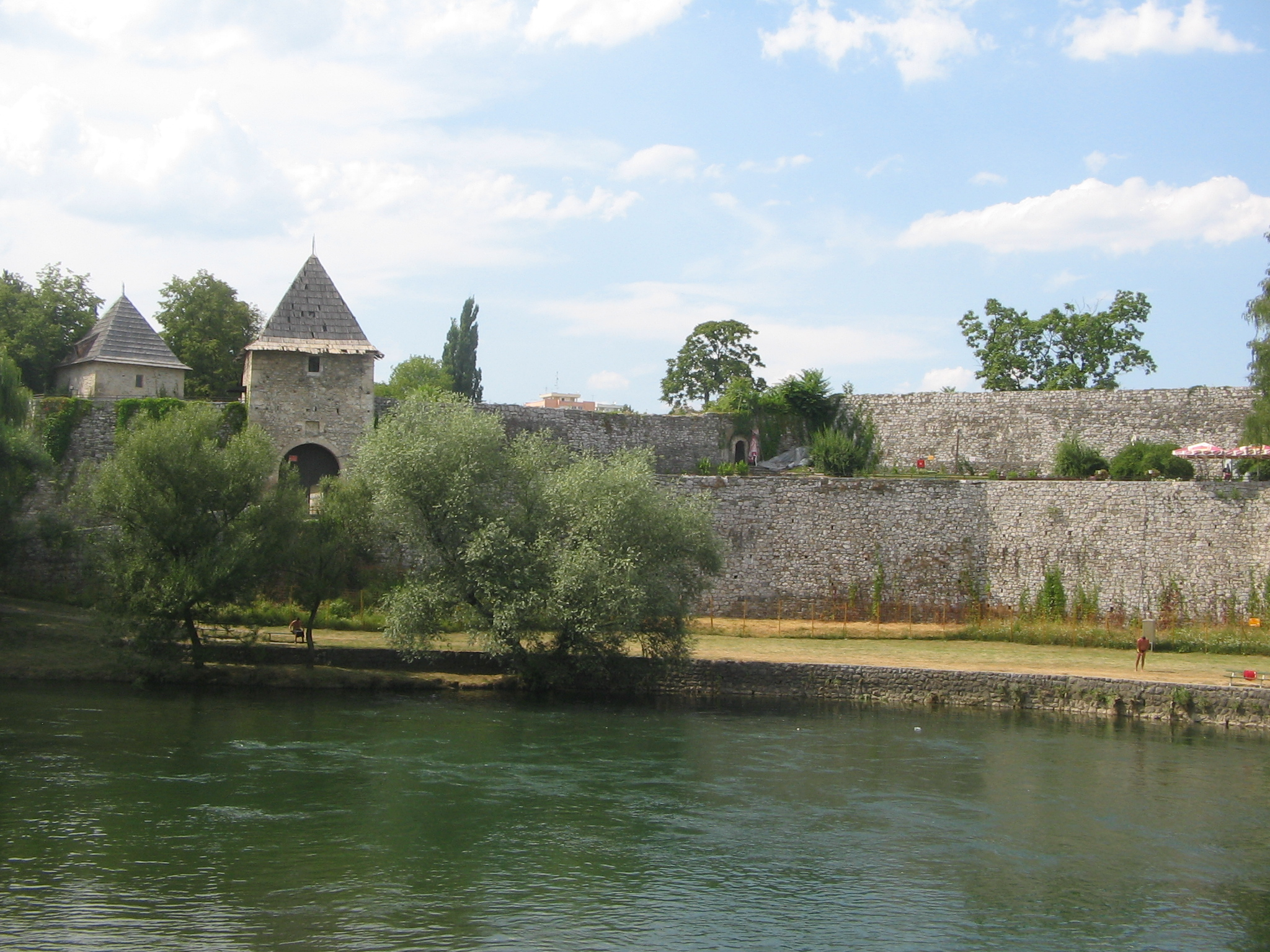
Фортеця Кастел

### Мости

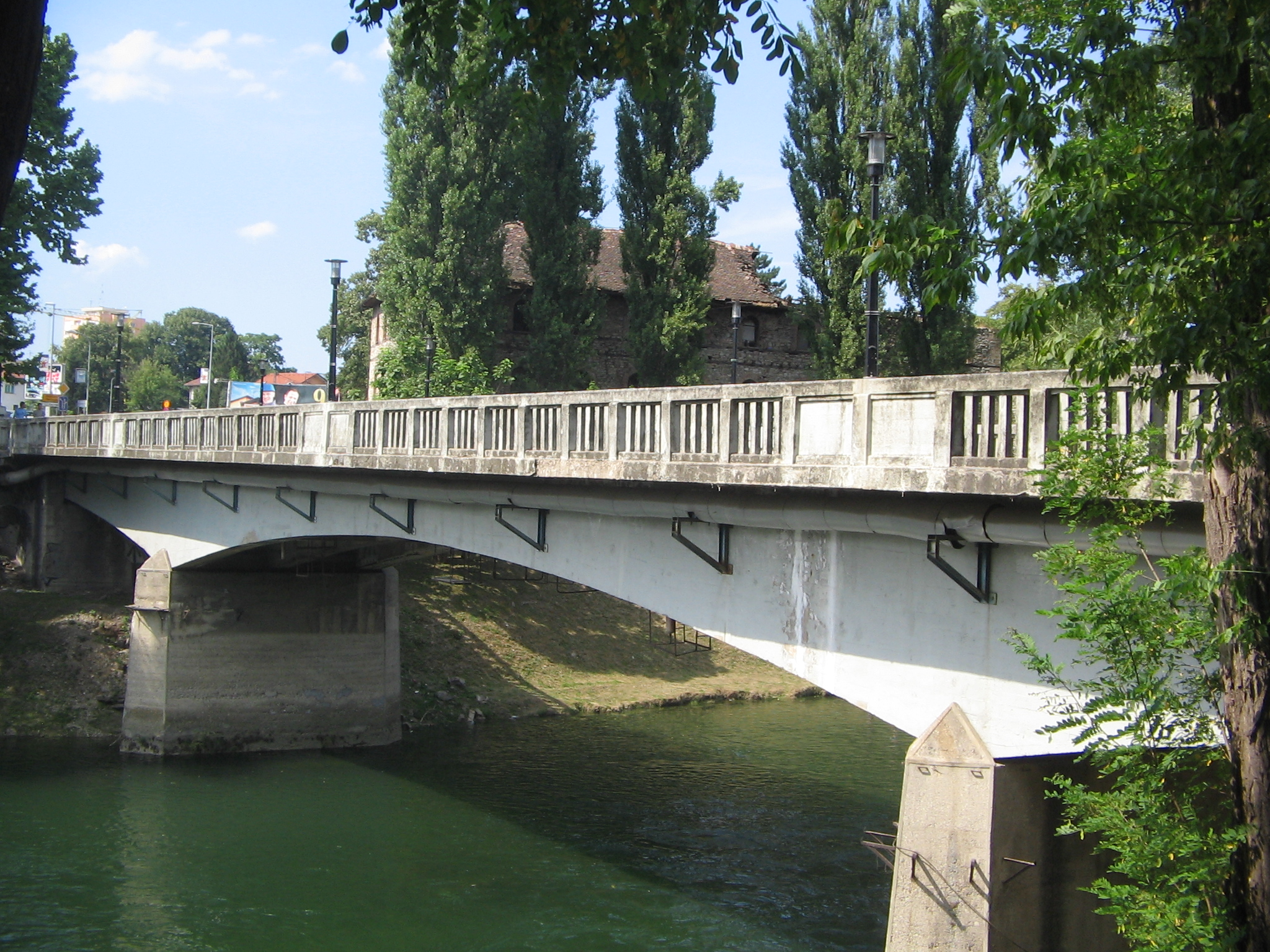
Міський мост
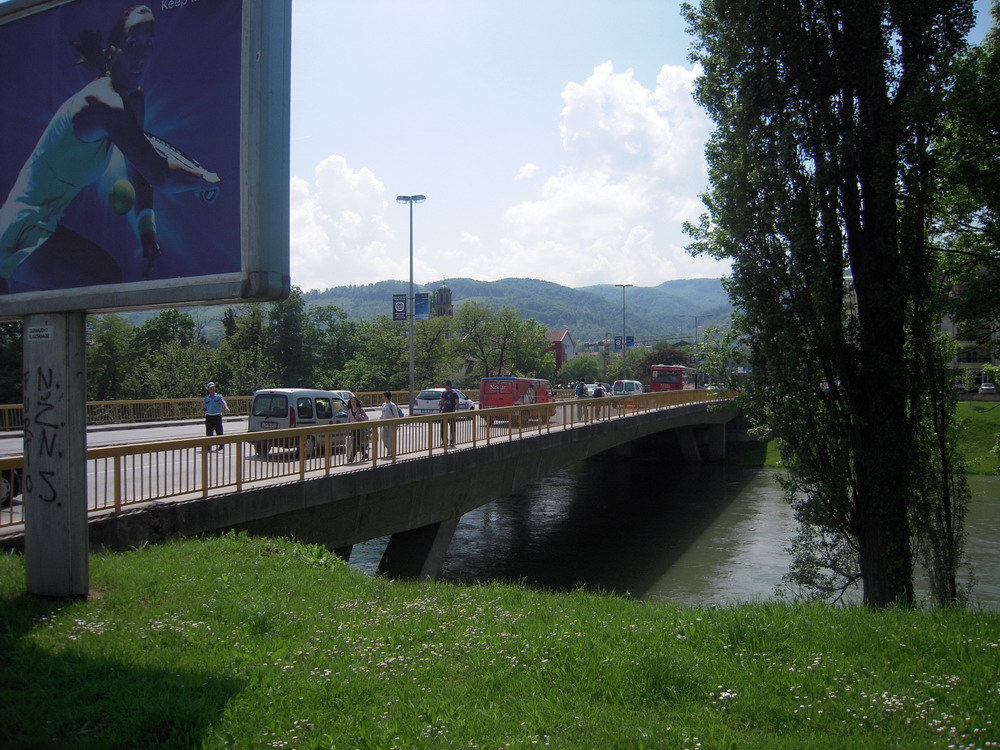
Міст біля церкви на Старчевиці
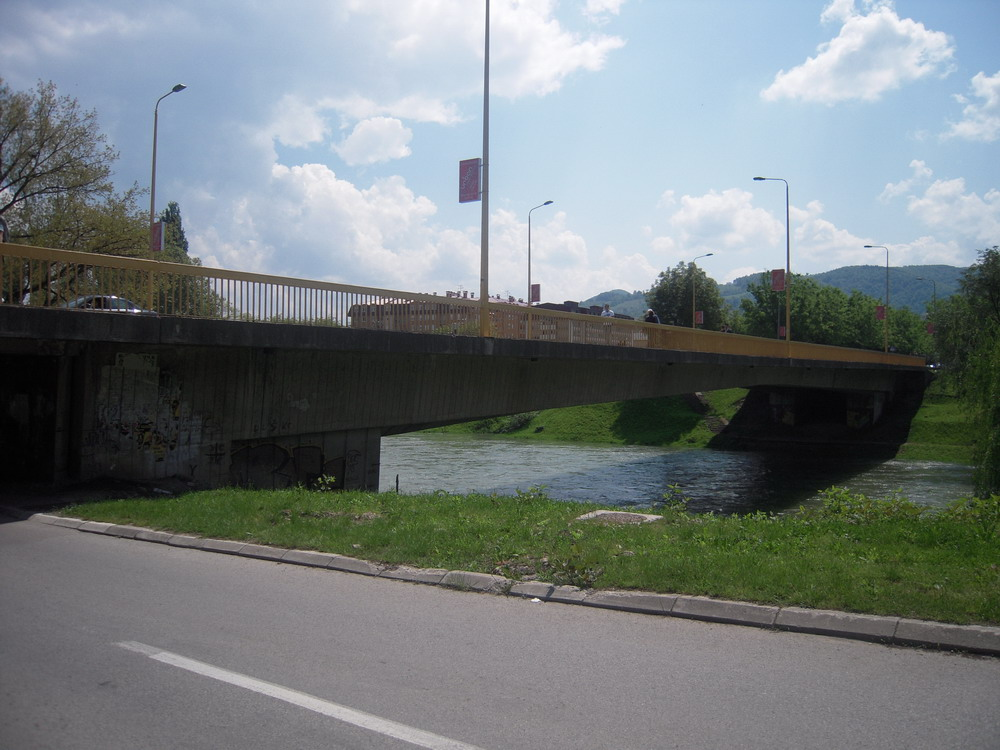
міст Венеція